# Давід Дулін
Давід Дулін (фр. David Douline, нар. 28 травня 1993, Гренобль) — французький футболіст, півзахисник швейцарського клубу «Серветт».

## Клубна кар'єра
Народився 28 травня 1993 року в Греноблі. Вихованець юнацьких команд футбольних клубів «Сент-Етьєн» та «Евіан».
У дорослому футболі починав грати на рівні нижчих французьких дивізіонів за команди «Монт д'Ор Азерг» та «Ле-Пюї».
Згодом протягом 2017–2021 років виступав на рівні Ліги 2 у складі команд «Клермон» та «Родез».
2021 року перейшов до лав швейцарського «Серветта». 2024 року допоміг команді здобути Кубок Швейцарії.

## Титули і досягнення
- Володар Кубка Швейцарії (1):

«Серветт»: 2023-2024